# Симбета-Ноуе
Симбета-Ноуе (рум. Sâmbăta Nouă) — село у повіті Тулча в Румунії. Входить до складу комуни Тополог.
Село розташоване на відстані 187 км на схід від Бухареста, 49 км на південний захід від Тулчі, 76 км на північ від Констанци, 71 км на південний схід від Галаца.

## Населення
За даними перепису населення 2002 року у селі проживали 643 особи, з них 642 особи (99,8%) румунів. Рідною мовою 642 особи (99,8%) назвали румунську.